# ماثيو سميث (سياسي)
ماثيو سميث هو سياسي كندي، ولد في 15 يوليو 1842، وتوفي في 1 مارس 1909.